# Championnat du Kenya de football 2017
Navigation
Saison précédente Saison suivante
La saison 2017 du Championnat du Kenya de football est la cinquante-troisième édition de la première division au Kenya, organisée sous forme de poule unique, la Premier League, où toutes les équipes se rencontrent deux fois au cours de la saison. En fin de saison, les deux derniers du classement sont relégués et remplacés par les deux meilleurs clubs de Division One, la deuxième division kényane.
C'est le club de Gor Mahia qui remporte la compétition cette saison après avoir terminé en tête du classement final, avec dix-neuf points d'avance sur Sofapaka FC et vingt-et-un sur l'un des clubs promus, Kariobangi Sharks. C'est le seizième titre de champion du Kenya de l'histoire du club.

## Qualifications continentales
Deux places en compétitions continentales sont réservées aux clubs kényans : le champion se qualifie pour la Ligue des champions de la CAF 2018 tandis que le vainqueur de la Coupe du Kenya obtient son billet pour la Coupe de la confédération 2018.

## Les clubs participants
- AFC Leopards
- Sofapaka FC
- Ulinzi Stars FC
- Tusker FC
- Nzoia United FC - Promu de D2
- Gor Mahia
- Sony Sugar
- Kakamega Homeboyz
- Mathare United
- Bandari FC
- Posta Rangers FC
- Muhoroni Youth
- Western Stima
- Chemelil Sugar FC
- Thika United
- Kariobangi Sharks - Promu de D2
- Nakumatt Nairobi - Promu de D2
- Zoo Kericho FC - Promu de D2

## Compétition
Le barème de points servant à établir le classement se décompose ainsi :
- Victoire : 3 points
- Match nul : 1 point
- Défaite : 0 point

### Classement
| Rang | Équipe             | Pts | J  | G  | N  | P  | Bp | Bc | Diff |
| ---- | ------------------ | --- | -- | -- | -- | -- | -- | -- | ---- |
| 1    | Gor Mahia          | 74  | 34 | 22 | 8  | 4  | 53 | 22 | +31  |
| 2    | Sofapaka FC        | 55  | 34 | 15 | 10 | 9  | 48 | 31 | +17  |
| 3    | Kariobangi SharksP | 52  | 34 | 13 | 13 | 8  | 42 | 26 | +16  |
| 4    | Posta Rangers FC   | 51  | 34 | 11 | 18 | 5  | 28 | 22 | +6   |
| 5    | Kakamega Homeboyz  | 50  | 34 | 12 | 14 | 8  | 30 | 23 | +7   |
| 6    | Tusker FCT         | 50  | 34 | 14 | 8  | 12 | 33 | 34 | -1   |
| 7    | Ulinzi Stars       | 48  | 34 | 12 | 12 | 10 | 37 | 29 | +8   |
| 8    | AFC LeopardsC      | 45  | 34 | 12 | 9  | 13 | 26 | 28 | -2   |
| 9    | Nzoia United FCP   | 44  | 34 | 11 | 11 | 12 | 41 | 40 | +1   |
| 10   | Bandari FC         | 43  | 34 | 12 | 7  | 15 | 34 | 33 | +1   |
| 11   | Sony Sugar         | 43  | 34 | 10 | 13 | 11 | 31 | 30 | +1   |
| 12   | Zoo Kericho FCP    | 40  | 34 | 9  | 13 | 12 | 39 | 49 | -10  |
| 13   | Mathare United     | 39  | 34 | 8  | 15 | 11 | 32 | 36 | -4   |
| 14   | Chemelil Sugar     | 39  | 34 | 8  | 15 | 11 | 28 | 34 | -6   |
| 15   | Nakumatt NairobiP  | 39  | 34 | 10 | 9  | 15 | 33 | 41 | -8   |
| 16   | Thika United       | 38  | 34 | 8  | 14 | 12 | 27 | 36 | -9   |
| 17   | Western Stima      | 38  | 34 | 9  | 11 | 14 | 31 | 41 | -10  |
| 18   | Muhoroni Youth     | 25  | 34 | 5  | 10 | 19 | 27 | 65 | -38  |

|  | Qualification pour la Ligue des champions de la CAF 2018 et pour la Coupe Kagame inter-club 2018 |
|  | Qualification pour la Coupe de la confédération 2018                                             |
|  | Relégation en Division One                                                                       |
|  | T : Tenant du titre C : Vainqueur de la Coupe du Kenya P : Promu de Division One                 |

## Bilan de la saison
| Championnat du Kenya de football 2017 |                       |
| Champion                              | Gor Mahia (16e titre) |
| Coupes et trophées                    |                       |
| Vainqueur de la Coupe du Kenya 2017   | AFC Leopards          |
| Qualifications continentales          |                       |
| Ligue des champions de la CAF 2018    | Gor Mahia             |
| Coupe de la confédération 2018        | AFC Leopards          |
| Coupe Kagame inter-club 2018          | Gor Mahia             |
| Promotions et relégations             |                       |
| Promus en Premier League              | Vihiga United         |
| Promus en Premier League              | Wazito Football Club  |
| Relégués en Division One              | Western Stima         |
| Relégués en Division One              | Muhoroni Youth        |